# Jean-Baptiste-Léon de Thiboutot
Jean-Baptiste Léon de Thiboutot est un homme politique français né le 11 avril 1734 à Paris et décédé le 13 août 1800 à Londres.
Militaire de carrière, il participe à la guerre de Sept Ans et à celle d'Amérique. Il est maréchal de camp au moment de la Révolution et devient député de la noblesse aux états généraux de 1789 pour le bailliage de Caux. Il siège à droite. Il devient lieutenant général en 1791 et émigre dès 1792.

## Sources
- « Jean-Baptiste-Léon de Thiboutot », dans Adolphe Robert et Gaston Cougny, Dictionnaire des parlementaires français, Edgar Bourloton, 1889-1891 [détail de l’édition]